# Seznam enot nepremične kulturne dediščine v Občini Šentilj
Seznam enot nepremične kulturne dediščine v Občini Šentilj.

## Seznam
| Slika | Ime                                | Evidenčna številka | Kraj                         | Leto razglasitve | Vrsta spomenika  | Tip spomenika              | Časovna uvrstitev    | Opis |
| ----- | ---------------------------------- | ------------------ | ---------------------------- | ---------------- | ---------------- | -------------------------- | -------------------- | --- |
|       | Gradišče                           | 7758               | Ceršak                       | 2008.            | lokalnega pomena | arheološka dediščina       | rimska doba          | Prazgodovinska naselbina, raziskovana med 1936-1937. Naselbina obsega z nasipi utrjen osrednji del, vmesni pas in prednjo utrdbo. Odkrite so bile ostaline 11-tih lesenih stavb, žrmlje, keltski novec in ob prazgodovinski tudi rimskodobna lončenina.                                          |
|       | Prazgodovinsko gomilno grobišče    | 7759               | Ceršak                       | 2008             | lokalnega pomena | arheološka dediščina       | železna doba         | Železnodobno gomilno grobišče; 12 gomil s premeri od 8 do 15 m in z višinami od 0,6 do 2 m. Nekatere gomile so že prekopane, odkrit pa je bil le pepel in odlomki lončenine. |
|       | Vaška kapela                       | 7781               | Ceršak                       |                  |                  | sakralna stavbna dediščina | sredina 19. stoletja | Sredi 19. stol. nastala zaprta kapela z zvonikom nad vhodnim rizalitom. |
|       | Znamenje                           | 7782               | Ceršak                       | 2008             | lokalnega pomena | sakralna stavbna dediščina | začetek 16. stoletja | Kamnit osemkotni steber, ostanek slovenjegoriškega gotskega znamenja z začetka 16. stol. Znamenje stoji zraven hiše Tovarniška cesta št. 91. |
|       | Arheološko najdišče Berloga        | 29133              | Cirknica                     |                  |                  | arheološka dediščina       | bronasta doba        | Sledovi bronastodobne poselitve; pri terenskem ogledu so bili najdeni številni odlomki lončenih posod. |
|       | Domačija Može                      | 24253              | Cirknica                     | 2008             | lokalnega pomena | profana stavbna dediščina  | konec 19. stoletja   | Domačijo v gruči sestavljajo pritlična hiša, datirana z letnicama 1878 in 1893, dvoetažno gospodarsko poslopje z lovskim koledarjem na fasadi, svinjak, objekt za kočije, koruznjak in vodnjak. Stavbe so krite s strmimi opečnimi dvokapnimi strehami. Domačija stoji v Cirknici št. 26.        |
|       | Kapelica na Berlogi                | 7776               | Cirknica                     |                  |                  | sakralna stavbna dediščina | 19. stoletje         | Kapelica kvadratnega tlorisa ima nad vhodno fasado zvonik na preslico. Je eden redkih primerov kapelice z odprtim zvonikom na območju Slovenskih goric. Kapelica stoji v bližini hiše Kresnica št. 29.                                                                                           |
|       | Hiša Jurjevski Dol 7               | 7799               | Jurjevski Dol                | 2008             | lokalnega pomena | profana stavbna dediščina  | sredina 19. stoletja | Zidana, delno podkletena sedemosna pritlična stavba s strmo opečno čopasto dvokapnico. Vhod v stanovanjski del vodi preko enoramnega stopnišča skozi kamnit, kamnoseško bogato izdelan polkrožen portal z letnico 1849. Klet je obokana.                                                         |
|       | Rakovo znamenje                    | 18934              | Kozjak pri Ceršaku           |                  |                  | sakralna stavbna dediščina | konec 19. stoletja   | Znamenje pravokotnega tlorisa je pokrito z opečno kritino. V polkrožno oblikovani niši je Marijin kip. Postavljeno je bilo konec 19. ali na začetku 20. stoletja. Znamenje stoji v bližini hiše Kozjak pri Ceršaku št. 30.                                                                       |
|       | Domačija Ornik                     | 24241              | Kresnica                     | 2008             | lokalnega pomena | profana stavbna dediščina  | sredina 19. stoletja | Domačijo sestavljata nadstropna hiša s petosno glavno fasado z ohranjenim stavbnim pohištvom in gospodarsko poslopje s tlorisom v L. Domačija je primer značilne vinogradniške posesti iz 2. polovice 19. stol. Med 1865-1936 dom Franja Thalerja. Domačija stoji v Kresnici št. 4.              |
|       | Hiša Kresnica 34                   | 7801               | Kresnica                     | 2008             | lokalnega pomena | profana stavbna dediščina  | konec 18. stoletja   | Poznobaročna zidana in delno podkletena visokopritlična vinogradniška stavba s tlorisom v obliki črke L (bivalni prostori, obokana vinska klet, preša). Vhod v stanovanjski del vodi skozi polkrožen kamnoseško bogato oblikovan portal.                                                         |
|       | Znamenje                           | 22095              | Kresnica                     |                  |                  | sakralna stavbna dediščina | sredina 19. stoletja | Od figuralnega znamenja s kipom sv. Janeza Krstnika je ohranjen poligonalen podstavek z letnico 1865. |
|       | Hiša Plodršnica 10                 | 7807               | Plodršnica                   |                  |                  | profana stavbna dediščina  | sredina 19. stoletja | Pritlična, delno podkletena hiša s strmo opečno dvokapno streho je datirana z letnico 1857. |
|       | Gomila                             | 7764               | Selnica ob Muri              |                  |                  | arheološka dediščina       | rimska doba          | Neraziskana osamljena gomila s premerom 12 m in višino 1,7 m. |
|       | Marijino znamenje                  | 22097              | Selnica ob Muri              |                  |                  | sakralna stavbna dediščina | konec 19. stoletja   | Znamenje pravokotnega tlorisa je pokrito z opečno kritino. V večji polkrožni niši je razpelo. Konec 19. stol., začetek 20. stoletja. Znamenje stoji ob hiši Selnica ob Muri št. 7. |
|       | Zafošnikova kapelica               | 22147              | Selnica ob Muri              |                  |                  | sakralna stavbna dediščina | 20. stoletje         | Kapelica pravokotnega tlorisa s čokatim zvonikom na sredini. Kritina je opečna, zvonikova pločevinasta. Fasade kapelice iz 20. stoletja členijo polkrožne odprtine. Kapelica stoji v bližini hiše Selnica ob Muri št. 163.                                                                       |
|       | Hiša Sladki Vrh 11                 | 24229              | Sladki Vrh                   |                  |                  | profana stavbna dediščina  | konec 19. stoletja   | Enonadstropno hišo z gankom po dolžini nadstropja pokriva dvokapna opečna streha. Stavba je s konca 19. stoletja ali začetka 20. stol. |
|       | Hiša Sladki Vrh 2a                 | 224230             | Sladki Vrh                   |                  |                  | profana stavbna dediščina  | 19. stoletje         | Pritlična podkletena hiša iz 19. stoletja s sedemosno glavno fasado, krita z dvokapno čopasto streho, ima kamnit polkrožno zaključen vhodni portal. |
|       | Aršičeva kapelica                  | 22238              | Spodnja Velka                |                  |                  | sakralna stavbna dediščina | 19. stoletje         | Kapelica kvadratnega tlorisa, pokrita z opečno kritino. Fasade členijo polkrožen vhod z železnimi vratnicami, polkrožne niše in lizene. Kapelica stoji v bližini hiše Spodnja Velka št. 79a. |
|       | Hiša Spodnja Velka 59              | 24360              | Spodnja Velka                |                  |                  | profana stavbna dediščina  | začetek 20. stoletja | Pritlična podkletena hiša z začetka 20. stoletja s petosno glavno fasado je krita z dvokapno opečno streho. V čelnem zatrepu je poslikava. |
|       | Partizanska postojanka Mihov izvir | 7828               | Spodnja Velka                |                  |                  | memorialna dediščina       | srdina 20. stoletja  | Nad partizanskim bunkerjem so nekdanji borci NOB 1963 postavili brunarico. V njej je spominska razstava o NOB na tem področju. Tu je bil glavni bunker partizanske postojanke. Zgradba stoji v Spodnji Velki št. 31.                                                                             |
|       | Pezdičkovo znamenje                | 22096              | Spodnja Velka                |                  |                  | sakralna stavbna dediščina | konec 19. stoletja   | Stopnjevano znamenje pravokotnega tlorisa je pokrito z opečno kritino. V spodnjem širšem delu je polkrožna niša s poslikavo, v ožjem zgornjem delu je v niši v obliki križa razpelo. Znamenje stoji v bližini hiše Spodnja Velka št. 1.                                                          |
|       | Zidanica Spodnja Velka 2           | 24231              | Spodnja Velka                |                  |                  | profana stavbna dediščina  | 19. stoletje         | Lesena, delno zidana stavba iz 19. stoletja, krita s strmo opečno štirikapnico ima tipično razporeditev vinogradniške stavbe: bivalni del, prostor z leseno prešo in vinsko klet. |
|       | Florijanova kapelica               | 22096              | Stara Gora pri Šentilju      |                  |                  | sakralna stavbna dediščina | začetek 20. stoletja | Kapelica pravokotnega tlorisa je pokrita z opečno kritino. Nad fasado je zvonik. Sedlasto oblikovan vhod z železnimi vratnicami. Postavljena je bila okoli leta 1920. Znamenje stoji v bližini hiše Stara Gora pri Šentilju št. 19.                                                              |
|       | Cerkev sv. Ilja                    | 3020               | Šentilj v Slovenskih goricah | 2008             | lokalnega pomena | sakralna stavbna dediščina | začetek 19. stoletja | Na mestu cerkve, omenjene 1329 in podrte 1805, je bila 1806-1812 zgrajena klasicistična centralno zasnovana stavba z visokima bočnima kapelama, zvonik je bil dodan 1839. Oprema je baročno - klasicistična, kip Matere božje je delo V. Koenigerja.                                             |
|       | Hiša Mariborska 40                 | 24236              | Šentilj v Slovenskih goricah |                  |                  | profana stavbna dediščina  | konec 19. stoletja   | Enonadstropna hiša iz zadnje četrtine 19. stoletja z osemosno glavno fasado, krita z dvokapno opečno streho. Poudarjeno ima leseno verando in dekorativno izveden timpanon. |
|       | Hiša Slovenska 1                   | 24233              | Šentilj v Slovenskih goricah |                  |                  | profana stavbna dediščina  | konec 19. stoletja   | Enonadstropno hišo s poudarjenim osrednjim rizalitom in vogalno verando pokriva dvokapna opečna streha. Zgrajena je bila na prelomu 19. in 20. stoletja. |
|       | Hiša Slovenska 19                  | 24234              | Šentilj v Slovenskih goricah | 2008             | lokalnega pomena | profana stavbna dediščina  | konec 19. stoletja   | Pritlična hiša s petosno daljšo fasado in poudarjeno fasadno profilacijo, krita z opečno dvokapno streho. Stavbno pohištvo je ohranjeno v celoti. Hiša je primer značilne trške stavbe iz zadnje četrtine 19. stol.                                                                              |
|       | Hiša Slovenska 24                  | 12293              | Šentilj v Slovenskih goricah | 2008             | lokalnega pomena | profana stavbna dediščina  | 18. stoletje         | Enonadstropna baročna hiša s šestosno ulično fasado in tlorisom v obliki črke T. Kleti in pritlični prostori so obokani. Kamnit vhodni portal je polkrožno zaključen in opremljen z dvokrilnimi kasetiranimi vrati. Hiša je bila v 19. stol. prezidana.                                          |
|       | Hiša Šentilj 146                   | 7816               | Šentilj v Slovenskih goricah |                  |                  | profana stavbna dediščina  | sredina 19. stoletja | Stanovanjska hiša je zidana, pritlična, delno podkletena stavba, datirana z letnico 1838 na kamnitem vhodnem portalu. |
|       | Jožefova kapelica                  | 22149              | Šentilj v Slovenskih goricah |                  |                  | sakralna stavbna dediščina | konec 19. stoletja   | Kapelica iz leta 1882, pravokotnega tlorisa, pokrita z opečno kritino. Fasado členi polkrožen vhod in križi na zaključkih povišanega čela. V notranjosti je oltar s kipom sv. Jožefa in svetniki. Kapelica stoji blizu hiše Mirna ulica št. 12.                                                  |
|       | Renerjeva kapelica                 | 22149              | Šentilj v Slovenskih goricah |                  |                  | sakralna stavbna dediščina | 20. stoletje         | Kapelica pravokotnega tlorisa s polkrožnim zaključkom. Opečna kritina. Fasade členjo polkrožne odprtine. V notranjosti je kip Kristusa. Kapelica stoji blizu cerkve sv. Ilja. |
|       | Slovenski dom                      | 24235              | Šentilj v Slovenskih goricah | 2008             | lokalnega pomena | profana stavbna dediščina  | začetek 20. stoletja | Enonadstropna podkletena hiša s sedemosno glavno cestno fasado in poudarjeno fasadno profilacijo, krita z opečno dvokapno streho. Dom je zgradila kmečka hranilnica in posojilnica in ga odprla 1910. Zgradba stoji v Slovenski ulici št. 10.                                                    |
|       | Štelcerjeva kapela                 | 27896              | Šentilj v Slovenskih goricah |                  |                  | sakralna stavbna dediščina | konec 19. stoletja   | Kapela pravokotnega tlorisa je pokrita z opečno kritino. Nad fasado je majcen zvonik na preslico. Fasade členijo šilaste odprtine in oporniki. V obokani notranjščini je kip Pieta z angeloma. Kapela stoji blizu hiše Ob kapeli št. 36.                                                         |
|       | Štrudlova vila                     | 7817               | Šentilj v Slovenskih goricah | 2008             | lokalnega pomena | profana stavbna dediščina  | začetek 20. stoletja | Zidana visokopritlična in podkletena stavba z bogatimi lesenimi in kovinskimi detajli; izvirno ohranjena arhitektura podeželske vile z začetka 20. stol. (letnica 1903 na tramovnem stropu). Krita je z opečno čopasto streho. Zgradba stoji v Sončna pot št. 12.                                |
|       | Vračkova kapelica                  | 22151              | Šentilj v Slovenskih goricah |                  |                  | sakralna stavbna dediščina | konec 19. stoletja   | Kapelica pravokotnega tlorisa s polkrožnim zaključkom. Fasade členijo šilaste odprtine in motiv križev v trikotnem zaključku. Kapelica stoji na križišču cest ki vodijo v Selnico ob Muri, Ceršak in Poličko vas.                                                                                |
|       | Brdonslova kapelica                | 22152              | Trate                        |                  |                  | sakralna stavbna dediščina | začetek 20. stoletja | Kapelica kvadratnega tlorisa s poligonalnim zaključkom. Fasade členijo polkrožen vhod, poslikani polkrožni niši ter lizene. V notranjščini je poslikava in kip. Postavljena je bila leta 1902. Kapelica stoji blizu hiše Trate št. 37.                                                           |
|       | Dvorec Novi Kinek                  | 7774               | Trate                        | 2008             | lokalnega pomena | profana stavbna dediščina  | začetek 18. stoletja | Pritlična podkletena stavba s tlorisom v obliki črke L, zgrajena okoli 1800, 1903 nadzidana. zunanjščina s stebriščnim altanom daje vtis podeželske vile. Ob njej je štiritraktno gospodarsko poslopje. Park, urejen 1903, je slabo ohranjen.. Dvorec stoji v Tratah št. 20.                     |
|       | Grad Cmurek                        | 69                 | Trate                        | 2008             | lokalnega pomena | profana stavbna dediščina  | sredina 12. stoletja | Dvonadstropen štiritrakten grad z renesančnim arkadnim dvoriščem je bil zgrajen v 12. stol., kapela 1340, prezidan v 16. in 17. stol. V grajskem jedru so še ostanki romanske gradnje (timpanon portala, figuralni relief, del zidov in stolp).                                                  |
|       | Petkov mlin                        | 24680              | Trate                        | 2008             | lokalnega pomena | arheološka dediščina       | začetek 20. stoletja | Trietažna nadstropna stavba mlina z mansardo in pripadajočo elektrarno je bila zgrajena 1912-1914 po naročilu H. Hansona, lastnika bližnjega dvorca. Mlin od 1975 ne obratuje. Ohranjeno stavbno pohištvo in oprema z mehanizmom.                                                                |
|       | Grajska kašča                      | 30240              | Trate                        |                  |                  | profana stavbna dediščina  | 17. stol.            | Podolžna podkletena visokopritlična grajska kašča, zgrajena pred 1649. |
|       | Hiša Trate 1                       | 30241              | Trate                        |                  |                  | profana stavbna dediščina  | 18. stol.            | Nadstropna stavba pokrita s štirikapno opečno streho. |
|       | Rimskodobna gomila                 | 7765               | Trate                        | 2008             | lokalnega pomena | profana stavbna dediščina  | rimska doba          | Nepoškodovana in neraziskana rimskodobna gomila s premerom 8 m in višino 0,6 m. |
|       | Rimskodobno gomilno grobišče       | 7757               | Vranji Vrh                   | 2008             | lokalnega pomena | profana stavbna dediščina  | rimska doba          | Osem, večinoma prekopanih rimskodobnih gomil s premeri od 6,5 do 14,5 m in z višinami od 0,7 do 2,5 m. |
|       | Cerkev Marije Snežne               | 3154               | Zgornja Velka                |                  |                  | sakralna stavbna dediščina | konec 18. stoletja   | Poznobaročna romarska enoladijska cerkev z nadzidanim zvonikom in prezbiterijem z zakristijo je bila zgrajena 1789-91 namesto kapele. Pripisana arhitektu J. Fuchsu. Notranjščina je obokana, oprema baročna, oltar in prižnica sta delo J. Holzingerja.                                         |
|       | Domačija Sviligoj                  | 7823               | Zgornja Velka                | 2008             | lokalnega pomena | profana stavbna dediščina  | 19. stoletje         | Domačija z zidano podkleteno pritlično hišo in dvoetažnim gospodarskim poslopjem z opečnimi mrežami. Hišo krije dvokapna streha s čopi, glavna fasada je šestosna, razporeditev prostorov tradicionalna; ohranjeno stavbno pohištvo, oprema, obokana klet. Domačija stoji v Zgornji Velki št. 4. |
|       | Hiša Zgornja Velka 40              | 24238              | Zgornja Velka                |                  |                  | profana stavbna dediščina  | 19. stoletje         | Pritlična, delno podkletena hiša s petosno glavno fasado in poudarjeno fasadno profilacijo, krita z dvokapno opečno streho. Poudarjen ima osrednji dvoosni rizalit. Izvira iz 19. stoletja. |
|       | Jožefova kapelica                  | 7787               | Zgornja Velka                |                  |                  | sakralna stavbna dediščina | 20. stoletje         | Kapelica odprtega tipa s kvadratnim tlorisom in dvema stebroma, ki nosita križni obok notranjščine, je sestavni del romarske poti do župnijske cerkve. |
|       | Kapelica Marije Snežne             | 22153              | Zgornja Velka                |                  |                  | sakralna stavbna dediščina | 20. stoletje         | Kapelica kvadratnega tlorisa je pokrita z opečno kritino. Fasade členijo polkrožne odprtine, lizene in poslikava. |
|       | Kodričeva kapelica                 | 22154              | Zgornja Velka                |                  |                  | sakralna stavbna dediščina | konec 19. stoletja   | Kapelica kvadratnega tlorisa je pokrita s pločevinasto kritino. Ima polkrožen vhod in ob straneh poslikani polkrožni niši. Poslikana notranjščina. Kapelica stoji blizu hiše Zgornja Velka št. 117.                                                                                              |
|       | Lubejeva kapelica                  | 22155              | Zgornja Velka                |                  |                  | sakralna stavbna dediščina | 20. stoletje         | Kapelica ima fasado s polkrožnim vhodom in šestkotno lupino, ob strani sta šilasto oblikovani niši. Pokrita je s pločevinasto kritino. V poslikani notranjščini je kip Marije z angeloma. |
|       | Zemljakova kapelica                | 22156              | Zgornja Velka                |                  |                  | sakralna stavbna dediščina | 20. stoletje         | Kapelica je pravokotnega tlorisa s polkrožnim zaključkom. Fasade členijo zvonik, polkrožne odprtine in zobčast venčni zidec. Obokana notranjščina. Kapelica stoji blizu hiše Zgornja Velka št. 9.                                                                                                |
|       | Znamenje v Žabji vasi              | 22157              | Zgornja Velka                |                  |                  | sakralna stavbna dediščina | sredina 19. stoletja | Znamenje pravokotnega tlorisa je pokrito z opečno kritino. V polkrožni niši je kip zvezanega Kristusa. Fasado členi poslikava. |
|       | Domačija Dražen Vrh 36             | 7791               | Dražen Vrh                   |                  |                  | profana stavbna dediščina  | začetek 19. stoletja | Domačijo sestavljajo pritlična zidana podkletena stanovanjska hiša in gospodarska poslopja. Hiša je bila zgrajena v prvi polovici 19. stoletja. |
|       | Vogrinova kapelica                 | 25249              | Dražen Vrh                   |                  |                  | sakralna stavbna dediščina | sredina 19. stoletja | Na mestu, kjer je stalo kužno znamenje, stoji od leta 1861 kapelica, ki jo členijo ozek polkrožni vhod s trikotnim čelom nad njim in poslikani stranski niši. Poslikana je tudi notranjščina, v kateri je kip sv. Ane z Marijo.                                                                  |